# Abierto de Australia 1980
Lista de los campeones del Abierto de Australia de 1980:

## Individual masculino
Brian Teacher (USA) d. Kim Warwick (AUS), 7–5, 7–6(7–4), 6–3

## Individual femenino
Hana Mandlíková (República Checa) d. Wendy Turnbull (AUS), 6–0, 7–5

## Dobles masculino
Mark Edmondson/Kim Warwick (AUS)

## Dobles femenino
Betsy Nagelsen (USA)/Martina Navratilova (USA)
| Predecesor: 1979                           | Abierto de Australia 1980 | Sucesor: 1981                         |
| Predecesor: Abierto de Estados Unidos 1980 | Grand Slam 1980           | Sucesor: Torneo de Roland Garros 1981 |

- Datos: Q387279